# Église Saint-Pierre-ès-Liens de Texon
Pour les articles homonymes, voir Église Saint-Pierre-ès-Liens.
L'église Saint-Pierre-ès-Liens est une église catholique située à Flavignac, en France.

## Localisation
L'église est située dans le département français de la Haute-Vienne, sur la commune de Flavignac, dans le village de Texon.

## Historique
La paroisse de Texon, à l'histoire très mal connue, était très petite et très pauvre. Devenue commune après la Révolution, elle fut très vite supprimée et finalement rattachée, après quelques péripéties, à la paroisse et commune de Flavignac. L'église, très simple, est formée d'une nef à plafond de bois séparée du chœur vouté par un arc triomphal. L'édifice date du XVe siècle et a gardé une réelle authenticité ; il a conservé trois retables des XVIIe – XVIIIe siècles qui habillent le maître-autel et les deux autels secondaires, une barrière de chœur en bois, et différents autres éléments anciens (chaire à prêcher, meubles de rangement).
L'église abrite un autel taurobolique gallo-romain (classé Monument historique) longtemps placé couché devant l'église et utilisé comme pierre des morts. 
L'édifice est inscrit au titre des monuments historiques le 23 février 1977.